# Wyspa Henrietty
Wyspa Henrietty (ros. Oстров Генриетты) – rosyjska wyspa na Morzu Wschodniosyberyjskim, w archipelagu Nowosyberyjskim, zaliczana do Wysp De Longa, położona najdalej na północ w tej grupie.
Wyspa ma powierzchnię 12 km², z tego 40% pokryte jest lodem. Została odkryta przez ekspedycję George'a De Longa na statku Jeannette.